# Langon (Ille-et-Vilaine)
Langon település Franciaországban, Ille-et-Vilaine megyében. Lakosainak száma 1393 fő (2022. január 1.). Langon Saint-Ganton, La Chapelle-de-Brain, Mernel, Renac, Sainte-Anne-sur-Vilaine, Saint-Just, Guémené-Penfao, Massérac, Pierric és Guipry-Messac községekkel határos.

## Népesség
A település népességének változása:
| Lakosok száma | 1415 | 1214 | 1261 | 1405 | 1459 | 1463 | 1421 | 1385 | 1372 | 1393 |
|               | 1968 | 1982 | 1990 | 2006 | 2013 | 2015 | 2017 | 2019 | 2020 | 2022 |